# فیصل حدادی
فیصل حدادی (انگلیسی: Faycal Haddadi؛ زادهٔ ۲۴ آوریل ۱۹۹۶) بازیکن فوتبال اهل مراکش است.
از باشگاه‌هایی که در آن بازی کرده‌است می‌توان به باشگاه فرهنگی ورزشی دبی اشاره کرد.